# 王士让
王士讓（?—?），字尚卿。安溪（今属福建）人，清朝学者。
早年致力经学。雍正十年（1732年）以五经应试中副车。平生喜歡收集奇花異草，相傳培植出鐵觀音。乾隆元年（1736年）舉博學鸿詞科，寓居李清植館邸，乾隆六年（1741年），留京参与修《三礼》。乾隆十年，任湖广黄州府蕲州通判，卒於任上。著有《仪礼紃解》。